# Parti vert (Irlande)
Le Parti vert (en anglais : Green Party et en irlandais : Comhaontas Glas) est un parti politique écologiste irlandais. Il a été fondé sous l’appellation du parti écologiste d’Irlande en 1981 par un enseignant espérantiste de Dublin Christopher Fettes. Le parti a été renommé Alliance verte en 1983 puis a pris son nom actuel en 1987.

## Histoire
Des candidats du Parti vert sont élus à tous les niveaux de gouvernement en Irlande ; local, Dáil Éireann, Parlement européen, et en 2007 le parti obtient son premier représentant au sein de l’Assemblée d’Irlande du Nord (le Parti vert d’Irlande du Nord est le représentant régional du Parti vert irlandais depuis 2006). 
L’État d’Irlande et l’Irlande du Nord bénéficient d’un système de représentation proportionnelle appelé scrutin à vote unique transférable, qui donne aux petits partis, comme le Parti vert, plus d’opportunités d’obtenir des élus. Grâce à ce système de représentation, le Parti vert a systématiquement eu au moins un député depuis 1989. Lors des élections de 2007 ils obtiennent leur meilleur score historique (4,7 %) et six députés. Après des négociations portant sur une plateforme de gouvernement, le Parti vert entre au Gouvernement irlandais pour la première fois, dans une coalition avec le Fianna Fáil et les Démocrates progressistes.
Aux élections suivantes le parti chute considérablement et n'obtient aucun élu, ce qui est analysé comme une condamnation sévère de la stratégie de coalition et des programmes d'austérité. Relégué au rang de petit parti sans représentation en Irlande, ils reviennent au Dáil Éireann lors des élections de 2016 avec deux députés élus à Dublin après une campagne critiquant le bilan du gouvernement sortant.
Le Parti vert est le second plus gros parti transfrontalier d'Irlande (Irlande et Irlande du Nord) après le Sinn Féin.
Le Parti vert connait des résultats électoraux en hausse à mesure que progresse la prise de conscience autour du changement climatique. Il peine cependant à attirer les votes des classes populaires en raison d'un programme social jugé très modéré, et d'une image associée aux élites intellectuelles surdiplômées.
Après les élections législatives de février 2020, les dirigeants des Verts négocient la formation d'un gouvernement avec ceux du Fianna Fail et du Fine Gael, deux partis conservateurs, mais sans le Sinn Fein, un parti de gauche pourtant arrivé en tête des élections. Le président du parti est nommé ministre de l’Énergie, des Transports et du Climat au sein du nouveau gouvernement. Cet accord a en revanche été dénoncé par le Parti vert d'Irlande du Nord, pour qui ce gouvernement « va s’attaquer aux plus vulnérables ».  
Les Verts sont les grands perdants des élections législatives de novembre 2024, passant de douze à un seul siège au Parlement. 

## Chefs du parti
| Portrait         | Nom              | Dates           | Dates           |
| ---------------- | ---------------- | --------------- | --------------- |
| Trevor Sargent   | Trevor Sargent   | 6 octobre 2001  | 17 juillet 2007 |
| John Gormley     | John Gormley     | 17 juillet 2007 | 27 mai 2011     |
| Eamon Ryan       | Eamon Ryan       | 27 mai 2011     | 8 juillet 2024  |
| Roderic O'Gorman | Roderic O'Gorman | 8 juillet 2024  | en cours        |

## Résultats électoraux

### Dáil Éireann
| Année       | Sièges   | Rang | Voix    | %   | Gouvernement                  |
| ----------- | -------- | ---- | ------- | --- | ----------------------------- |
| 1982 (nov.) | 0 / 166  |      | 3 716   | 0,2 |                               |
| 1987        | 0 / 166  |      | 7 159   | 0,4 |                               |
| 1989        | 1 / 166  | 6e   | 24 827  | 1,5 | Opposition                    |
| 1992        | 1 / 166  | 6e   | 24 110  | 1,4 | Opposition                    |
| 1997        | 2 / 166  | 5e   | 49 323  | 2,8 | Opposition                    |
| 2002        | 6 / 166  | 5e   | 71 470  | 3,8 | Opposition                    |
| 2007        | 6 / 166  | 4e   | 96 936  | 4,7 | 27e et 28e gouvernements      |
| 2011        | 0 / 166  | 6e   | 41 039  | 1,8 |                               |
| 2016        | 2 / 158  | 7e   | 57 999  | 2,7 | Opposition                    |
| 2020        | 12 / 160 | 4e   | 155 700 | 7,1 | 32e, 33e et 34e gouvernements |
| 2024        | 1 / 174  | 8e   | 66 911  | 3,0 | Opposition                    |